# Begonia smithiana
Espèce
Begonia smithiana est une espèce de plantes de la famille des Begoniaceae.
L'espèce fait partie de la section Platycentrum.

## Répartition géographique
Cette espèce est originaire du pays suivant : Chine.